# W rytmie dnia
W rytmie dnia – codzienny serwis informacyjno-publicystyczny emitowany od 1 października 2018 na kanale Polsat News. Zastąpił „Informacje”. W paśmie są prezentowane wydarzenia, które mają miejsce w ciągu doby (bieżące wydarzenia polityczne, wiadomości z kraju i ze świata).

## Prowadzący
- Agata Biały[3]
- Michał Cholewiński
- Bartosz Kwiatek
- Igor Sokołowski[4]
- Małgorzata Świtała[5]